# Black Snake (pel·lícula)
Black Snake és una pel·lícula estatunidenca de 1973 dirigida per Russ Meyer i protagonitzada per Anouska Hempel, David Warbeck, Percy Herbert, i Thomas Baptiste. Va ser el retorn de Meyer als projectes autofinançats, després del final del seu breu contracte amb 20th Century Fox. L'únic intent de Meyer en el gènere Blaxploitation, va ser filmat en Panavision i es va rodar a Barbados. Va ser una bomba de taquilla tan gran que mai es va fer una pel·lícula anomenada Foxy protagonitzada per Edy Williams i que Meyer volia seguir.
La visió de Meyer era una peça d'època sobre l'esclavitud colonial en la qual un cruel propietari d'un esclau i una mestressa de la plantació dominaven els homes blancs i negres de l'illa. No obstant això, just abans de començar el rodatge, el protagonista original va emmalaltir, així que Anouska Hempel, una actriu nascuda a Nova Zelanda amb seu al Regne Unit, va ser seleccionada a l'últim minut. Aquesta decisió va perseguir a Meyer durant anys, queixant-se que el paper era totalment inadequat per a Hempel.

## Sinopsi
El 1835, Charles Walker viatja a Saint Kitts a les Índies Occidentals Britàniques per buscar el seu germà desaparegut Jonathan. Charles es fa passar per comptable quan arriba a Blackmoor Plantation, dirigida per la viciosa exdona de Jonathan, Lady Susan Walker.

## Repartiment
- Anouska Hempel com Lady Susan
- David Warbeck com a Walker Sopwith
- Percy Herbert com a supervisor
- Milton McCollin com a Joshua
- Thomas Baptiste com a Isías
- Bernard Boston com el capità Daladier
- Vikki Richards com a noia esclava
- David Prowse com el germà de Walker

## Estrena
Black Snake es va estrenar originalment als cinemes al Regne Unit com a Slaves el 23 de març de 1973. Internacionalment també s'ha estrenat amb el títol Sweet Suzy.

## Producció

### Desenvolupament
Després de fer dues pel·lícules per la 20th Century Fox, Meyer va voler tornar al cinema independent. No volia tornar al tipus de pel·lícules que havia fet en el passat, tot i que sentia que ja no hi hauria mercat a causa del creixement de pel·lícules pornogràfiques i de la permissivitat creixent de les pel·lícules d'estudi.
Meyer va tenir la idea de la pel·lícula després de llegir "algun material de llegenda del Carib". Volia "involucrar-se una mica en una pel·lícula negra. Les pel·lícules d'èxit que he fet sempre han estat en el gènere de la paròdia, així que vaig pensar que intentaria arribar a alguna cosa que fos una mica irreverent, com All in the Family, potser."
"La història és molt intrigant d'una manera", va dir Meyer. "Aquesta no és una pel·lícula de sexe", va dir. "És principalment sexe i violència. És infernalment entretinguda."
"Aquesta és una pel·lícula molt liberal, extremadament així, i està explicada d'una manera que és directa i amb el meu estil revoltós", va dir Meyer. "Crec que hi ha molts llocs de la pel·lícula on els negres s'aixecaran i començaran a animar-se, sobretot quan comencen a assotar el supervisor blanc que els ha estat assotant durant molt de temps."
Meyer va descriure els personatges com "molt més grans que la vida. Són directament sortits d'un dibuix animat d'Al Capp. Només hi ha dues persones realment simpàtiques a la imatge, però en la seva majoria, tots són terriblement dolents."

### Càsting
Meyer va dir que trobar la protagonista femenina va ser "un problema, perquè no és la típica noia que he tingut, la noia de gra nestructura. En primer lloc, havia de tenir una molt bona actriu, que era més important que les característiques físiques. A més, havia de tenir algú que, com la resta del repartiment, pogués parlar amb accent britànic, per tal que aquesta cosa funcionés."
Meyer va repartir Anouska Hempel que va dir que tenia "un gran cul, és atractiva de la mateixa manera que Brigitte Bardot. I és una bona actriu. Fins i tot tenia un accent cockney."

### Filmació
La pel·lícula es va rodar a Barbados l'any 1972. Meyer diu que va aconseguir la cooperació del govern de Barbados quan els va dir que "guanyavn els negres". La pel·lícula es va rodar durant set setmanes amb tres setmanes de preproducció, més una setmana més de segona unitat.
A Meyer li va resultar difícil rodar en un país estranger. "Cada dia hi havia un nou problema sorprenent que se'ns presentava", va dir. "Va ser una cosa molt ardua, treballar als camps de canya, la humitat i la calor, la incomoditat, i no vaig oferir totes les delicadeses que esperaven molts d'aquests actors anglesos, te i paraigües i cadires plegables. etcètera." Meyer no estava content amb dues actuacions, tot i que es va negar a dir qui eren.
Meyer va dir que va passar "un període enormement llarg tallant" la pel·lícula tot i que volia "allunyar-se del muntatge perquè pot ser una cosa que consumeix molt de temps. He de dedicar més temps al desenvolupament de la història i al càsting. d'aquesta naturalesa. Però sé que si no el tallo jo mateix, no tindrà el mateix moxi que tenen totes les altres pel·lícules de Russ Meyer."
Meyer diu que el pressupost era una mica més de 200.000 dòlars i que si l'hagués fet per a un estudi hauria costat almenys un milió de dòlars.

## Recepció
La pel·lícula va fracassar i l'any 1978 encara havia de cobrir el seu cost. El 1980, Meyer va afirmar que "acabava" de recuperar els seus diners.
Més tard, Meyer va dir que "tenia moltes coses malament. Tenia una protagonista flaca i ella era britànica. Tots els actors eren britànics. Era una pel·lícula de disfresses. Com tot el que podia fer malament, vaig fer un feble Mandingo. S'ha anomenat Sweet Susie i ara es diu Duchess of Doom... Ens pensàvem que estàvem fent una pel·lícula que agradaria molt als negres. Ara si l'haguéssim fet uns quatre anys abans, podria haver estat un èxit de taquilla. Però vam acabar amb una pel·lícula que tant els blancs com els negres odiaven. L'únic lloc on va fer bons negocis va ser a Little Rock." "Estava totalment fora del meu element", va dir Meyer.